# Athamas debakkeri
Athamas debakkeri là một loài nhện trong họ Salticidae.
Loài này thuộc chi Athamas. Athamas debakkeri được Szüts miêu tả năm 2003.